# 洲仔岛
洲仔岛，位于中国海南省万宁市南部神州半岛南部海域，北距南荣湾海岸2公里，东距大洲岛8海里，面积为0.475平方公里，海岸线长约3.18公里。洲仔岛呈长条形，东西走向，岛上有两峰对峙，形似马鞍。洲仔岛由岩石组成，表层为黄质沙土，西北端有一小片沙滩，可供登岛，岛上灌木丛生，岛周围海水水深10～20米，水质优良。